# Quốc lộ 14E
Quốc lộ 14E dài 88 km, nằm hoàn toàn trong Thành phố Đà Nẵng. 
Quốc lộ 14E có điểm đầu là sông Trà Đóa bên sông Trường Giang, xã Thăng An. Điểm cuối giao cắt với Quốc lộ 14 tại ngã ba Làng Hồi, xã Khâm Đức, cách trung tâm xã là 7 km về phía Tây Nam. Quốc lộ 14E giao cắt với Quốc lộ 1 tại xã Thăng Bình. Nó cũng đi qua Xã Hiệp Đức.
Quốc lộ 14E là một phần Đường Xuyên Á AH17.